# Tantric
Tantric est un groupe de rock américain originaire de Louisville, dans le Kentucky. Le groupe a été fondé en 1998 par Todd Whitener, Jesse Vest et Matt Taul, anciens membres de Days of the New, avant d'être rejoints par le chanteur Hugo Ferreira l'année suivante. Ferreria est le seul membre à être resté dans le groupe depuis sa formation originale. Au total, Tantric a sorti huit albums studio et un EP.

## Histoire

### Formation
Après avoir quitté Days of the New en novembre 1998, le guitariste Todd Whitener, le bassiste Jesse Vest et le batteur Matt Taul ont contacté Hugo Ferreira (anciennement du groupe Merge), originaire du Massachusetts, en début d'année 1999 pour savoir s'il serait intéressé pour démarrer un nouveau projet avec eux. Les anciens membres de Days of the New avaient déjà rencontré Ferreira lors d'une tournée et admiraient sa voix de baryton distincte. En mars 1999, la formation s'entraîne une première fois lors du déménagement de Ferreira à Nashville. Le groupe a commencé sous l'appellation de C-14 avant de changer son nom en Tantric. Avec l'aide d'amis de la radio de Louisville, le groupe s'est rapidement fait connaître localement.

Lors d'une interview, Ferreira commente la formation du groupe en déclarant : 
« Nous étions dirigés par la même société lorsque j'étais dans un groupe appelé Merge et qu'ils étaient chez les Days of the New. Nous nous connaissions et avions tourné un peu ensemble. J'étais prêt pour un changement, ils ont été virés du concert de Days of the New et cherchaient donc eux aussi un nouveau concert. Je suis descendu et j'ai chanté avec eux, et c'était vraiment naturel. Tout le monde s'entendait très bien, alors nous nous sommes dit: « Hé, nous devrions probablement en faire quelque chose ». Nous l'avons appelé C-14, qui était le nom original du groupe. Après cela, nous avons décidé de trouver un meilleur nom ». 

### Tantric(2000-2003)
À la fin de l'an 2000, la démo de Tantric attire l'attention de Maverick Records, qui les signe la même année. Le groupe commence alors à enregistrer leur premier album éponyme avec la participation du producteur Toby Wright à Nashville. L'album sort le 13 février 2001 et donne naissance à trois singles : Breakdown, Astouned et Mourning. Ce premier album fait son entrée sur le Billboard 200 à la 193ème place, il gagnera par la suite 122 places pour finir à la 71ème place avant d'être certifié or le 30 novembre 2001. En milieu d'année 2002, l'album s'était vendu à plus de 600 000 exemplaires. Le groupe avait entrepris une première tournée en tête d'affiche début 2001, puis repart en tournée avec 3 Doors Down, Lifehouse, Kid Rock et Creed d'avril à août de la même année pour promouvoir l'album (qui est considéré comme le plus réussi du groupe à ce jour).
En juin 2002, le groupe contribue à la chanson Cross the Line pour l'album de compilation NASCAR: Crank It Up.

### After We Go(2003–2005)
Après une session d'enregistrement frustrante et sous la pression du label, Tantric sort Hey Now, premier single de leur deuxième album studio intitulé After We Go le 9 décembre 2003. After We Go sort le 24 février 2004. Toby Wright est revenu en tant que producteur principal de l'album. L'album fait ses débuts à la 56ᵉ place du Billboard 200, mais perd rapidement de son élan. Trois singles sont issus de cet album dont le premier Hey Now, suivi de The Chain et After We Go. L'album s'est vendu à plus de 200 000 exemplaires (il est néanmoins à préciser que de nombreuses copies de l'album ont été téléchargées illégalement sur Internet). After We Go sera la dernière collaboration entre le groupe et Maverick Records.

### Tantric III(2005–2007)
En 2005, le bassiste Jesse Vest quitte le groupe, désireux de passer plus de temps avec sa famille. Il est remplacé par Bruce LaFrance, un ami commun de Tantric et du membre du groupe de tournée Kevin McCreery. Elliott Blakey occupant désormais le fauteuil du producteur, Tantric commence à travailler sur leur troisième album, provisoirement intitulé Tantric III et dont la date de sortie est prévue pour mai 2006. Le groupe compose plus d'une douzaine de chansons pour l'album telles que People, Worth Waiting For, Stay With You, Locked Out et la principale performance de Whitener, July. Des complications surviennent en mars 2006 et Tantric se sépare alors de Maverick Records, à l'époque au bord du gouffre.
En 2007, Matt Taul est arrêté à la suite d'accusations l'impliquant dans des affaires de drogue, ce qui complique encore plus l'obtention d'un nouveau label pour le groupe. Enfin, le 8 mai 2007, la sortie de trois chansons issues du projet Tantric III sur le compte MySpace du groupe se trouve complètement éclipsée par l'annonce de départ de Todd Whitener sur le site web du groupe qui cite un sentiment de stagnation l'ayant fatigué et lui ayant coupé l'envie de continuer à lutter pour la réussite du groupe. Ferreira déclarera plus tard dans des interviews que Whitener ainsi que d'autres membres du groupe étaient devenus frustrés et épuisés du fait des différends entre le groupe et son ancien label. Entre-temps, Taul est envoyé en prison avant d'être libéré quelques mois plus tard. De son côté, Bruce LaFrance travaille à la fois avec Whitener sur un projet parallèle appelé Interchange et également avec Ferreira sur le projet parallèle State Of The Art. Finalement, LaFrance abandonnera State Of The Art pour se consacrer exclusivement à sa collaboration avec Whitener.
À ce jour, Tantric III demeure inédit. Néanmoins, certaines chansons ont fuité, se retrouvant notamment disponible sur YouTube

### The End Begins(2007–2008)
Déçu de la tournure des événements mais toujours motivé, Hugo Ferreira commence à chercher de nouveaux compagnons de groupe fin 2007. Il recrute l'ancien batteur de Fuel, Kevin Miller et, par l'intermédiaire de son ami commun Nuno Bettencourt, le bassiste de Dramagods / ShredKing, Joe Pessia. Erik Leonhardt rejoint ensuite le groupe en tant que bassiste et Marcus Ratzenboeck vient compléter la nouvelle formation de Tantric avec son violon électrique . Peu de temps après, le groupe annonce son accord avec le label indépendant Silent Majority Group et leur nouvelle société de gestion JHMP.
Ferreira étant le seul membre provenant de la composition originale du groupe, Tantric III est mis de côté. À ce sujet, le chanteur explique qu'au-delà des complications que cela poserait vis-à-vis du label, il ne souhaite pas produire un album sous le nom de Tantric alors que celui-ci serait en partie écrit par Whitener et Taul. Avec la mise à l'écart indéfinie de Tantric III, Ferreira et ses nouveaux collègues enregistrent dix nouvelles chansons, en plus d'une version totalement remaniée de The One avec Kevin Martin de Candlebox qui était à l'origine destinée à figurer sur Tantric III, et sortent finalement le troisième album de Tantric intitulé The End Begins le 22 avril 2008. Son premier single, Down And Out, remporte un certain succès radiophonique et contribue fortement à révéler le nouveau violoniste du groupe. Le 13 janvier 2009, le groupe réédite The End Begins avec une édition numérique de luxe comprenant une version acoustique de Down And Out ainsi que la nouvelle version enregistrée de Fall Down qui était destinée à être publiée sur Tantric III. Depuis sa sortie, l'album s'est vendu à plus de 70 000 exemplaires.

### Mind Control(2009–2013)
Après une tournée pour promouvoir The End Begins, le batteur Kevin Miller s'en va et est remplacé par Richie Monica. Le 9 mars 2009, Tantric annonce l'enregistrement de son quatrième album. Mind Control sort le 4 août 2009 et marque le licenciement du producteur Toby Wright au profit de l'ancien bassiste en tournée de Creed Brett Hestla. Bien qu'il engendre deux singles (Mind Control et Coming Undone), l'album manque de succès et n'est pas aussi bien reçu que les albums précédents. Coming Undone culmine au numéro 31 sur les charts US Mainstream Rock. Mind Control sera le dernier album de Tantric sur leur label Silent Majority Group.
Durant l'automne 2009, Tantric se lance dans une tournée pour soutenir Shinedown de septembre à novembre.
Le 23 novembre 2010, Hugo Ferreira publie une reprise de la chanson de Noël Carol of the Bells numériquement sur l'iTunes Store. C'est à ce jour le seul et unique travail musical de Ferreira qu'il sort sous son propre nom et non sous celui de Tantric.
De l'automne 2010 jusqu'au premier semestre de l'année 2013, Tantric se fait plus discret. Ferreira avait annoncé fin 2010 qu'il avait commencé à se préparer, à écrire et à enregistrer pour un nouvel album. La programmation change constamment tout au long de cette période mais Ferreira continue à recruter des membres pour jouer avec lui afin d'assurer les tournées de Tantric.

### 37 Channels(2013-2014)
Le 17 juillet 2013, il est officiellement annoncé via Pavement Entertainment que Tantric a signé avec son label et publiera son cinquième album studio intitulé 37 Channels le 17 septembre 2013. Hugo Ferreira demeure le seul membre de Tantric à être présent à la fois au moment de l'enregistrement et au moment de la sortie de l'album. Pour réaliser ce dernier, Hugo recrute Austin John, Shooter Jennings, Leif Garrett et David '2B' Mouser pour les chants sur l'album. De leur côté, Kenny Olson (Kid Rock) et Kevin McCreery sont invités à assurer la partie guitare principale tandis que Scott Bartlett, Hugo Ferreira lui-même et Johnny K. sont responsables de la guitare secondaire de l'album. Kevin McCreery est également chargé de la guitare rythmique. Gary Morse, quant à lui, s'occupe de la guitare pédale en acier sur l'album. Enfin, Greg Upchurch et Emanuel Cole sont conviés pour assurer la partie batterie de l'album. Finalement, John Abel et Hugo Ferreira composent la partie à la guitare basse de l'album et Hugo joue lui-même du piano sur l'album.
Dans une interview accordée à Music Junkie Press publiée le 27 août 2013, Hugo Ferreira révèle qu'il a assuré lui-même toute l'écriture et la production musicale (sauf indication contraire) du nouvel album à venir intitulé 37 Channels. Il déclare que cet album est son bébé ultime, notamment car il en est entièrement responsable et qu'il constitue le fruit d'un travail de plus de trois ans. Toujours dans la même interview, il précise également qu'il a pris soin d'attendre et de s'assurer que le disque soit achevé à 100% avant de signer avec un label parce qu'il ne voulait pas que la maison de disques puisse, d'une façon ou d'une autre, contrôler le son ou le style du disque.
Ferreira révèle également qu'il avait écrit 116 chansons pour cet album avant de réduire le processus d'enregistrement à 19 chansons.
L'album reçoit des critiques assez bonnes lors de sa sortie en se hissant à la 24e place des charts américains de hard rock. Peu de temps après la sortie de l'album à l'automne 2013, Hugo recrute le batteur TJ Taylor, le bassiste Scott Wilson ainsi que le guitariste Derek Isaacs et part en tournée pour promouvoir 37 Channels. Les trois musiciens deviennent alors membres officiels du groupe.

### Blue Room Archives(2014-2015)
Le 1er août 2014, le groupe annonce sur sa page Facebook officielle qu'il sortira un nouvel album intitulé Blue Room Archives le 30 septembre 2014. L'album contiendra sept chansons inédites qui ont été retravaillées tout au long de la carrière du groupe et des versions acoustiques nouvellement enregistrées de leurs deux plus grands succès (Breakdown et Mourning) ainsi que deux nouveaux remixes de leurs chansons précédemment publiées (Mind Control et Fall To The Ground), totalisant 11 pistes au total. L'album sortira par l'intermédiaire du label Pavement Entertainment. Pour promouvoir l'album, le groupe propose en précommande des exemplaires signés par le leader Hugo Ferreira pour 20,00 $ US. L'offre prend fin le 1er septembre 2014.
Le groupe explique que le titre de l'album fait référence au studio d'enregistrement du groupe qu'ils ont nommé "The Blue Room".

À propos de l'album, le chanteur principal et leader Hugo Ferreira déclare :
« Ce n'est pas vraiment un album prémédité, mais plutôt une collection de musiques que j'ai faites et que j'ai toujours beaucoup aimées mais pour laquelle je n'ai jamais trouvé de place. Ce sont des chansons dans leur forme la plus pure, pas de production flashy ni de thème élaboré. Imaginez-le comme une bande de mix de chansons que j'ai écrites ou co-écrites et qui sont uniques. Une vue intérieure de l'autre côté d'un état d'esprit Tantric ».
Le 28 août 2014, le groupe sort le premier single de l'album intitulé Cynical, via Soundcloud.
Comme initialement prévu, Blue Room Archives sort le 30 septembre 2014, ce qui en fait leur sixième album studio.
Tantric annonce la tournée The Blue Room Archives peu de temps après la sortie de l'album et joue dans de nombreux spectacles en tête d'affiche en promouvant leur nouvel album tout au long de la fin d'année 2014 et début 2015.

### Sessions en studio, modifications de la programmation etMercury Retrograde(2015-2020)
Le 29 avril 2015, Tantric déclare sur sa page Facebook officielle qu'il "espère" sortir un nouvel album plus tard cette année en 2015, l'album sera le septième album studio du groupe et le deuxième album sous la nouvelle ère Tantric. Les 2 et 3 juin 2015, Tantric publie deux nouvelles chansons sur sa page ReverbNation. La première chanson s'intitule I Can't Feel tandis que la seconde s'appelle Fool.
Le 16 juin 2015, le guitariste principal Derek Isaacs annonce son départ de Tantric après un an et demi passé aux côtés du groupe.
Tantric sort une autre nouvelle chanson intitulée Nowhere via ReverbNation le 12 juillet 2015. La chanson marque une rupture par rapport au style de son qu'ils avaient sur leurs trois albums studio précédents. Le 28 juillet 2015, Tantric annonce via Facebook que le guitariste basé en Arizona Tommy Gibbons rejoint le groupe pour occuper le rôle de guitariste principal. Gibbons a été présenté à Tantric par le groupe While-She-Waits.
Le 12 novembre 2015, Tantric informe sur Facebook que Mike Smith se joint à eux pour leur tournée prochaine en tant que batteur pour remplacer TJ Taylor (sans pour autant que son statut de membre permanent ne soit confirmé). Selon Tantric, Taylor a quitté le groupe quelques mois auparavant comme Derek Isaacs.
Tantric annonce sa tournée Views From Above le 24 mars 2016. La tournée débute le 6 mai et dure tout l'été,.
Le chanteur principal Hugo Ferreira partage un clip audio de dix secondes des chansons du nouvel album via sa page Facebook le 3 mai 2016. Dans la vidéo, il est également annoncé que le nouvel album s'appellera Teather. Le 17 mai 2016, le groupe annonce qu'il participe à la tournée Make America Rock Again du milieu à la fin d'année 2016. [réf. nécessaire]
Le 9 septembre 2016, le groupe révèle qu'il s'est séparé du guitariste Tommy Gibbons. Au milieu de la tournée Make America Rock Again, Tantric demande à Ty Fury (guitariste du groupe Trapt) de le remplacer.
Le 3 juin 2017, Scott Wilson annonce sur son compte Facebook officiel qu'il a quitté Tantric pour rejoindre le groupe Saving Abel. Il apparaît également que Ty Fury est désormais membre permanent du groupe. Le 5 novembre 2017, le groupe sort une chanson issue de son prochain album via sa page Facebook officielle intitulée Against My Forever.
Lors d'une interview enregistrée le 11 mai 2018, le chanteur principal Hugo Ferreira annonce que Tantric rejoindra Puddle of Mudd lors de Resurrection, leur tournée de 2018. De plus, Tantric met la touche finale à leur nouvel album désormais intitulé Mercury Retrograde. Le label du groupe, Pavement Entertainment, commence à publier des publicités dans Billboard Magazine faisant la promotion du nouveau disque de Tantric en juillet 2018, l'album sort le 5 octobre 2018.

### The Sum of All Things(depuis 2021)
Le 23 juin 2021, le groupe présente le titre Living Here Without You, single de leur nouvel album, The Sum of All Things, qui sort un mois plus tard, le 23 juillet 2021 chez Cleopatra Records.

## Membres

### Membres actuels
- Hugo Ferreira - chant principal, guitare rythmique (depuis 1999), basse, claviers (session 2013 uniquement)
- Jon Loree - batterie (depuis 2020)
- Chris Loree - guitare principale, chœurs (depuis 2023)
- Eric Warner - basse, choeurs (depuis 2023)
- Michael Newman - guitare acoustique (depuis 2024, tournée uniquement)

### Anciens membres
- Jesse Vest - basse (1998-2005)
- Todd Whitener - guitare principale, chœurs (1998-2007)
- Matt Taul - batterie (1998-2007)
- Bruce LaFrance - basse (2005-2007)
- Kevin Miller - batterie (2007-2009)
- Joe Pessia - guitare principale (2007-2012)
- Erik Leonhardt - basse, chœurs (2007-2012)
- Richie Monica - batterie (2009-2012)
- Marcus Ratzenboeck - violon électrique (2007-2013)
- Derek Isaac - guitare principale, chœurs (2014-2015)
- TJ Taylor - batterie (2014-2015)
- Tommy Gibbons - guitare principale, chœurs (2015-2016)
- Scott Wilson - basse, chœurs (2014-2017), guitare principale (2013)
- Ty Fury - guitare principale, chœurs (2016-2017)
- Mike Smith - batterie (2015-2017)
- Troy Patrick Farrell - batterie (2017-2019)
- Ian Corabi - batterie (2019-2020)
- Jaron Gulino - basse, chœurs (2017-2022, 2023)
- Sebastian LaBar - guitare principale, chœurs (2017-2023)
- Rick Reynolds - basse, chœurs (2023)

### Anciens membres de tournées et de sessions
- Kevin McCreery - guitare principale (2013)
- Johnny K. - guitare principale (2013)
- Kenny Olson - guitare principale (2013)
- John Able - basse (2013)
- Emanuel Cole - batterie (2013)
- Gary Morse - pedal steel guitar (2013)

## Discographie

### Albums
- 2001 : Tantric
- 2004 : After We Go
- 2008 : The End Begins
- 2009 : Mind Control
- 2013 : 37 Channels
- 2014 : Blue Room Archives
- 2018 : Mercury Retrograde
- 2021 : The Sum of All Things

### Singles
- 2000 : Breakdown
- 2001 : Astounded
- 2001 : Mourning
- 2004 : Hey Now
- 2004 : The Chain
- 2004 : After We Go
- 2008 : Down and Out
- 2008 : The One
- 2008 : Fall Down
- 2009 : Mind Control
- 2009 : Coming Undone
- 2013 : Mosquita
- 2014 : You Got What You Wanted
- 2014 : Cynical
- 2015 : Mourning After
- 2018 : Letting Go
- 2018 : Against My Forever
- 2019 : Angry
- 2021 : Living Here Without You

### EP
- 2008 : Broken Down... Live and Acoustic in the Poconos

## Style musical
Tantric est souvent classé comme post-grunge et est connu pour son accent mis sur la guitare acoustique, la guitare électrique distordue et les harmonies vocales à plusieurs niveaux. Cependant, en raison de leur aspect « heavy », le groupe s'intégrait également plutôt bien au mouvement du métal alternatif et du nu metal du début des années 2000. Au début de leur carrière, Tantric était fréquemment comparé à Days of the New, groupe duquel provenaient son guitariste, bassiste et batteur. Cependant, le groupe a également été comparé (et dans certains cas critiqué) aux précurseurs du grunge Alice in Chains. Cela peut s'expliquer en partie par le fait que le célèbre producteur de disques Toby Wright, qui a produit les trois premiers albums de Tantric, a également produit deux albums d'Alice in Chains ainsi que les débuts en solo de leur auteur-compositeur principal, Jerry Cantrell. Wright est connu pour mettre l'accent sur les harmonies vocales multi-pistes et d'autres caractéristiques que l'on retrouve dans les deux groupes.
Cependant, depuis le départ de tous les membres de la formation originale (à l'exception de Ferreira), ainsi que l'inclusion du violoniste électrique Marcus Ratzenboeck, l'approche musicale du groupe a évolué.